# Troissereux
Troissereux település Franciaországban, Oise megyében. Lakosainak száma 1364 fő (2022. január 1.). Troissereux Beauvais, Fouquenies, Milly-sur-Thérain, Tillé és Verderel-lès-Sauqueuse községekkel határos.

## Népesség
A település népessége az elmúlt években az alábbi módon változott:
| Lakosok száma | 1142 | 1147 | 1170 | 1232 | 1268 | 1308 | 1347 | 1355 | 1364 |
|               | 2013 | 2015 | 2016 | 2017 | 2018 | 2019 | 2020 | 2021 | 2022 |